# Cupido comyntas
Cupido comyntas (Syn.: Everes comyntas) ist ein Schmetterling aus der Familie der Bläulinge (Lycaenidae).

## Merkmale

### Falter
Die Flügelspannweite dieser Bläulingsart beträgt 20 Millimeter nach anderen Angaben 22 bis 28 Millimeter oder 16 bis 26 Millimeter, manchmal sogar bis 29 Millimeter. An den Hinterflügeln trägt er charakteristische feine, haarähnliche Fortsätze. Männchen und Weibchen unterscheiden sich in der Färbung dahingehend das die Flügeloberseite der Männchen dunkel bis hellblau mit einem bräunlichen Farbeinschlag sowie einem dünnen schwarzen Saum gefärbt ist. Bei den Weibchen ist die Flügeloberseite dunkelgrau und bläulich gesprenkelt. Beide Geschlechter haben am hinteren Rand der Hinterflügel auf der Oberseite ein paar orange-schwarze Augenflecke die auch auf der Unterseite durchscheinen. Die Unterseite der Falter ist grau-weiß gefärbt, hier ziehen sich dunkelgraue Flecke bogenförmig am Rand der Flügel entlang. Die Flügel der Weibchen sind größer als die der Männchen und im Frühjahr auch blauer gefärbt als im Sommer wo diese eher braun sind. Der Falter hat einen sehr kurzen Saugrüssel, mit dem er nur Nektar von kurzen, flachen Blüten aufnehmen kann.

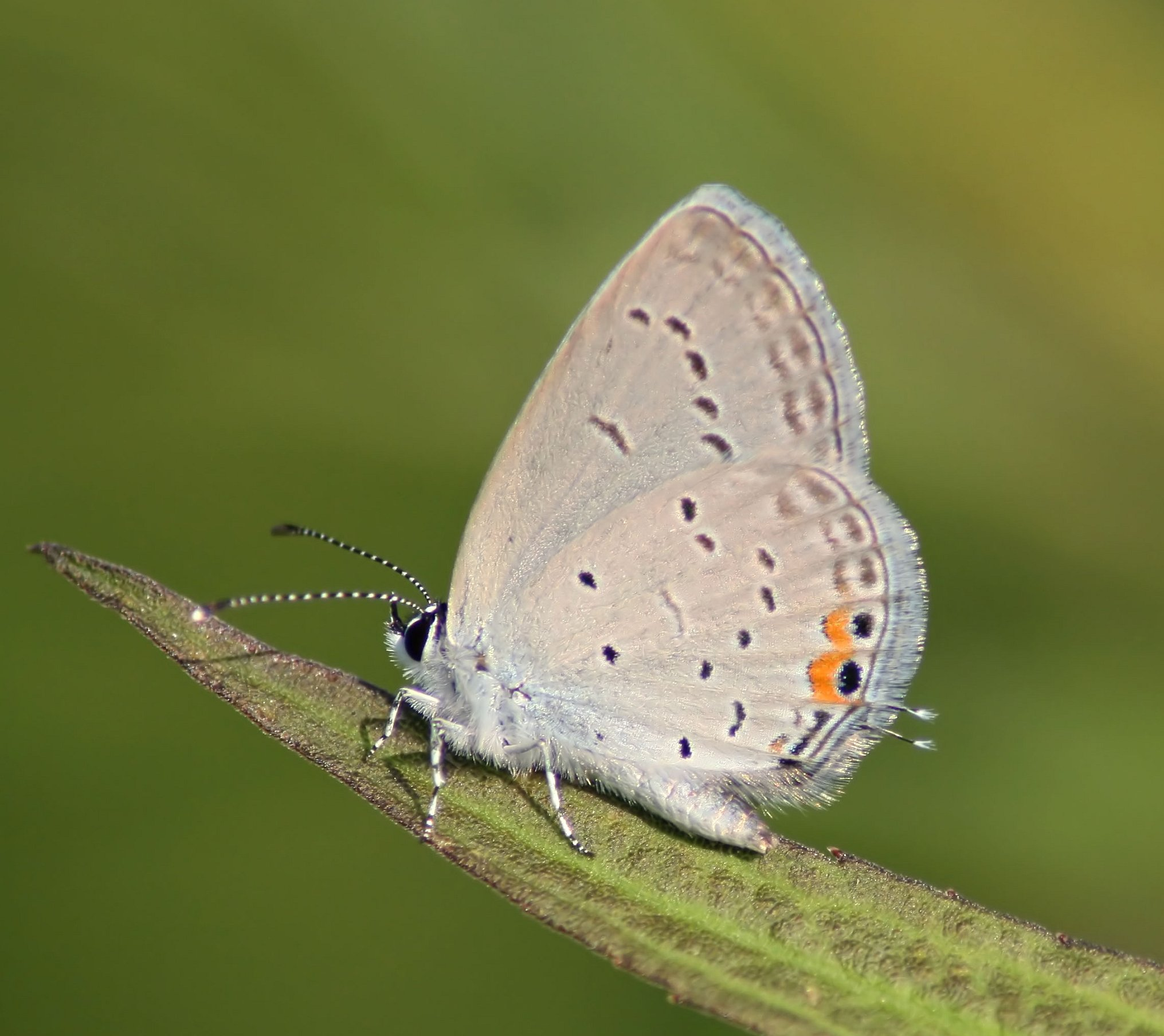
Flügelunterseite

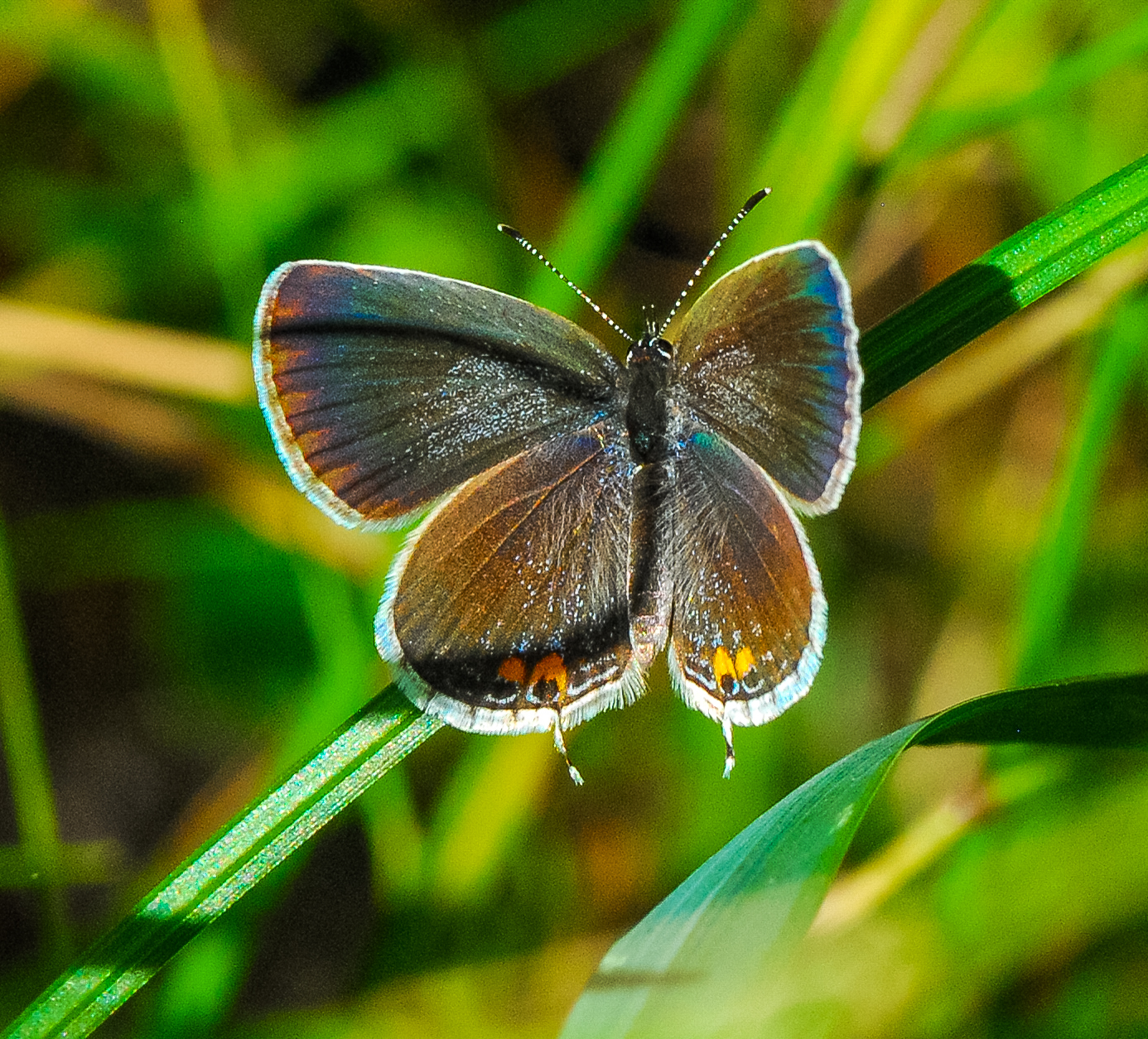
Oberseite eines Weibchens

### Ei
Die Eier sind hellgrün.

### Raupe
Der Körper der Raupen ist grün mit braunen und blassgrünen Streifen und leicht behaart sowie einem kleinen schwarzen Kopf. Auf ihrer Futterpflanze überwintert die Raupe in ihrem letzten Stadium. Dafür spinnt sie sich in einem Kokon ein und schlüpft im nächsten Frühjahr. Sie überwintern aber auch oft in Samenschoten.

### Ähnliche Arten
- Cupido amyntula (Boisduval, 1852), ist an der Unterseite weißlich gefärbt und im gesamten blasser als Cupido comyntas sowie die Zeichnungen undeutlicher und reduzierter sind.[2]

## Verhalten und Lebensweise

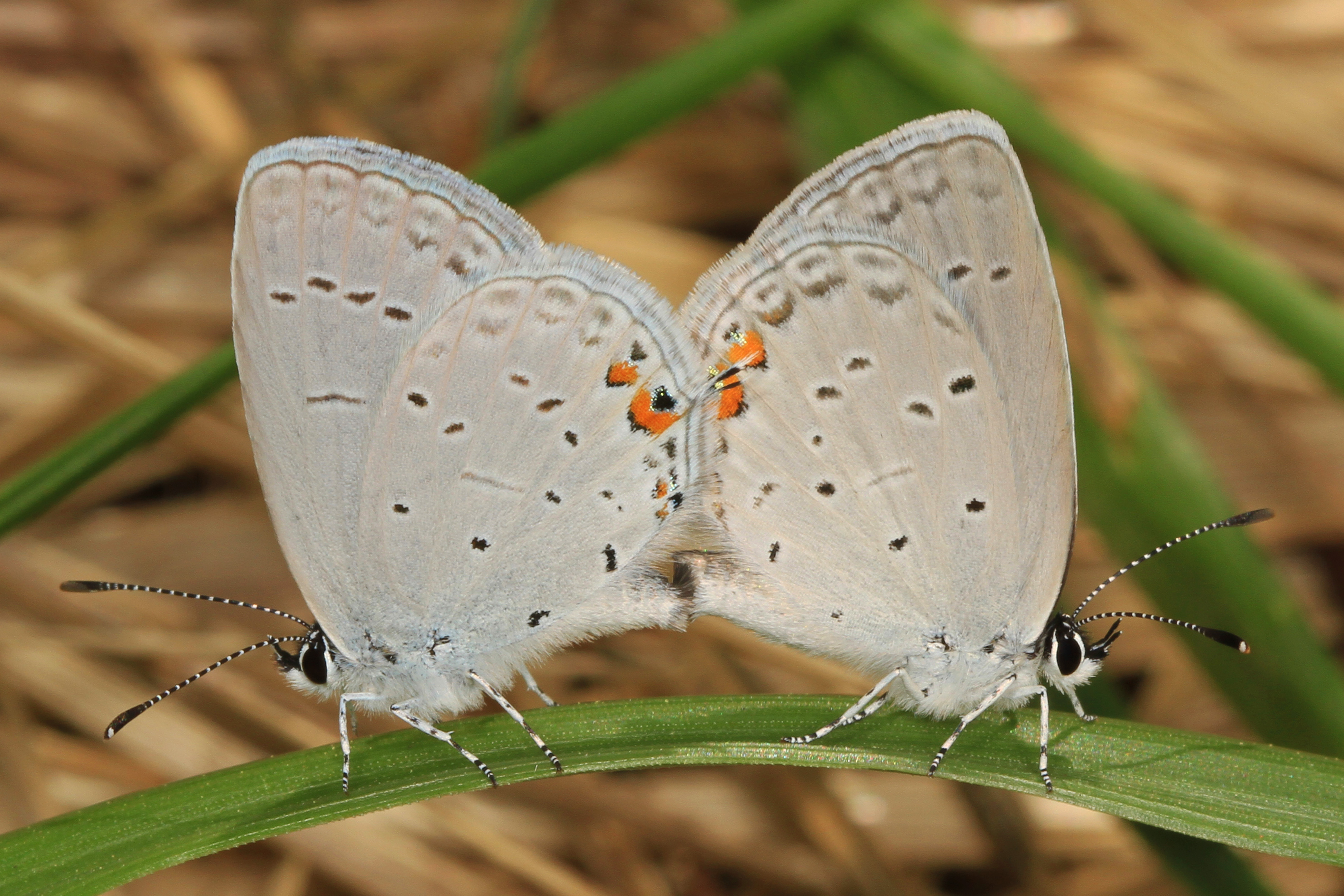
Bei der Paarung

Die Raupe frisst die Knospen, Blüten sowie die Samen von Klee (Trifolium), Hülsenfrüchten (Fabaceae), Gelbem Steinklee (Melilotus officinalis), Luzernen (Medicago sativa), verschiedenen Arten von Wicken, Platterbsen (Lathyrus) und Buschklee (Lespedeza). Die Raupen scheiden aus ihrem Hinterleib Honigtau aus, welcher Ameisen (Formicidae) als Nahrung dient. Somit geht die Art eine Symbiose mit diesen Ameisen ein welche sie dann im Gegenzug vor Fressfeinden schützen.
An warmen sonnigen Tagen halten die Männchen vom späten Morgen bis zum mittleren Nachmittag in der Nähe der Wirtspflanzen Ausschau nach Weibchen. Die Weibchen legen ihre Eier einzeln auf unreife Blütenknospen ab. Es werden zwei, manchmal auch mehr Generationen pro Jahr von März bis November ausgebildet. In ihrem südlicheren Verbreitungsgebiet sind es vier Generationen von Februar bis November. Sie sind schlechte Flieger und fliegen nur kurz über dem Gras und nur in der Sonne. Der Falter ist ein eifriger Besucher von Blüten, vor allem Lupinen (Lupinus) und Wicken (Vicia) sowie Astern (Aster), Winterkresse (Barbarea vulgaris), Fingerkräuter (Potentilla) und Wald-Erdbeere (Fragaria vesca). Er nimmt aber auch an Schlammpfützen Aminosäuren und gelöste Mineralien auf. Bei Gefahr reibt er seine Hinterflügel aneinander um das Raubtier von seinem schwächeren Vorderteil abzulenken. Für Bläulinge eher ungewöhnlich sonnt der Falter sich gerne, indem er seine Flügel in einem 45°-Winkel öffnet.

## Verbreitung und Lebensraum
Die Art ist im Südosten Kanadas von New Brunswick über Québec nach Ontario, im südlichen Manitoba und im Südosten von Saskatchewan verbreitet. Gemeldet wurde die Art auch schon vom Proctor Lake und von zwei Stellen nahe dem Pend Oreille River im Südosten von British Columbia. Man findet sie auch in den östlichen US-Bundesstaaten bis ins westliche North Dakota, das zentrale Colorado und Zentraltexas sowie im Südosten Arizonas dem westlichen New Mexico und dem Westen von Texas. In Mittelamerika reicht das Verbreitungsgebiet bis nach Costa Rica. Am häufigsten ist er im Osten Kanadas und den Vereinigten Staaten anzutreffen. Er kommt auch in isolierten Gebieten in Oregon und Kalifornien vor. Bewohnt wird offenes Grasland, Felder, Wiesen und Wegränder. Man trifft ihn aber auch in Gärten mit großen Rasenflächen, sowie in Steppen und Gebieten mit Chaparral Vegetation in kanadischen Mittelgebirgen und den Ebenen Ostkanadas sowie an Bach- und Flussläufen an. Durch die Urbanisierung der Landschaft dringt der Falter als Kulturfolger auch in der Nähe des Menschen auf und vergrößert somit sein Verbreitungsgebiet.

## Unterarten
Im ITIS-Report werden neben der Nominatform zwei weitere Unterarten unterschieden:
- Cupido comyntas comyntas (Godart, 1824) – Kanada[2]
- Cupido comyntas sissona (W. G. Wright, 1905) – Nord Kalifornien, Mount Shasta, Siskiyou County, Oregon[5]
- Cupido comyntas texanus (F. Chermock, 1945) – Texas[1]

## Status
Die Art ist in ihrem Verbreitungsgebiet häufig anzutreffen, nur in einzelnen Teilen ist sie selten. Sie gilt als nicht gefährdet.